# 菊水楼
菊水楼（きくすいろう）は、奈良県奈良市高畑町にある料理店。料亭「菊水楼」とうなぎ料理店「うな菊」が営業している。
1891年（明治24年）創業。所有者は株式会社菊水楼であり、東京都千代田区に本社を置く株式会社プラン ドゥ シー（株式会社Plan・Do・See）との共同経営である。旧本館、本館、表門、庭門の4件が登録有形文化財。百年料亭ネットワークに加盟している。
春日大社の参道に面した角地にあり、背後には荒池がある。

## 歴史

### 開業
創業家である岡本家は郡山城下で旅籠屋の「菊屋」を経営していた。1884年（明治17年）頃から数年かけて、岡本善蔵は奈良市にある興福寺塔頭の興善院や周辺の土地を買収した。
1889年（明治22年）から尾田組によって料亭（現在の旧本館）の建設が開始され、1891年（明治24年）7月1日に郡山菊屋奈良支店として菊水楼として開業した。客室は数寄屋造りで統一された。開業当初には菊水ホテルとも名乗り、しばしば国賓を迎えた。東京の帝国ホテル、京都の都ホテルと並んで「日本の3大ホテル」とも呼ばれた。

### 近代

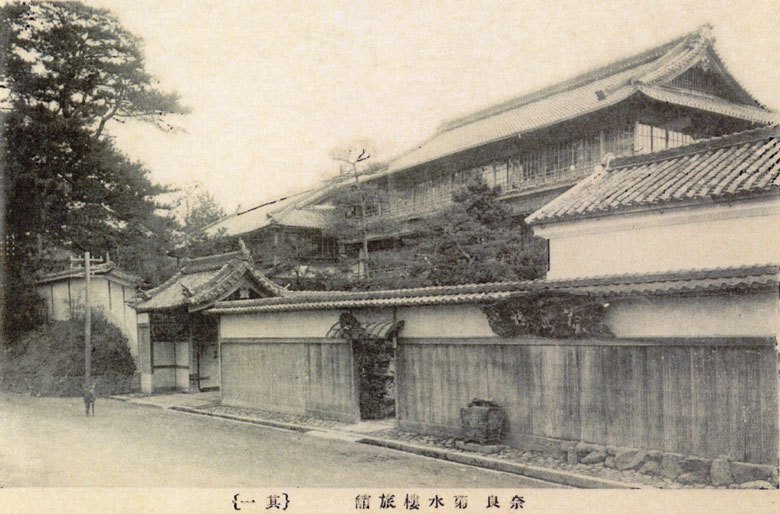
菊水楼の絵葉書

京都や大阪などからも人力車に乗って豪商や芸人らが訪れた。1899年（明治32年）の『奈良繁昌記』は、奈良における三大旅館として菊水楼、池の町の三景楼、今小路町の対山楼（對山樓）を挙げている。明治時代には対山楼に次いで著名だったとされ、『奈良繁昌記』は「楼閣宏壮建築優雅、高位高官の貴人皆爰に宿す」としている。
1902年（明治35年）、料亭の西側に木造3階建の新館（現在の本館）が増築され、館内にはビリヤード台が設置された。1904年（明治37年）4月には医師のエルヴィン・フォン・ベルツ博士が菊水楼に滞在して奈良を観光した。1908年（明治41年）に奈良近辺で催された陸軍特別大演習の際には明治天皇の休憩所となり、昭憲皇太后、乃木希典陸軍大将、東郷平八郎海軍元帥などが宿泊した。明治時代にはベッドが置ける和洋折衷の部屋も用意されていた。
太平洋戦争中の1943年（昭和18年）3月10日、建物が軍人援護会奈良県支部に寄付された。1945年（昭和20年）8月の終戦後には建物が進駐軍に接収され、この際には多くの調度品などが失われた。

### 現代

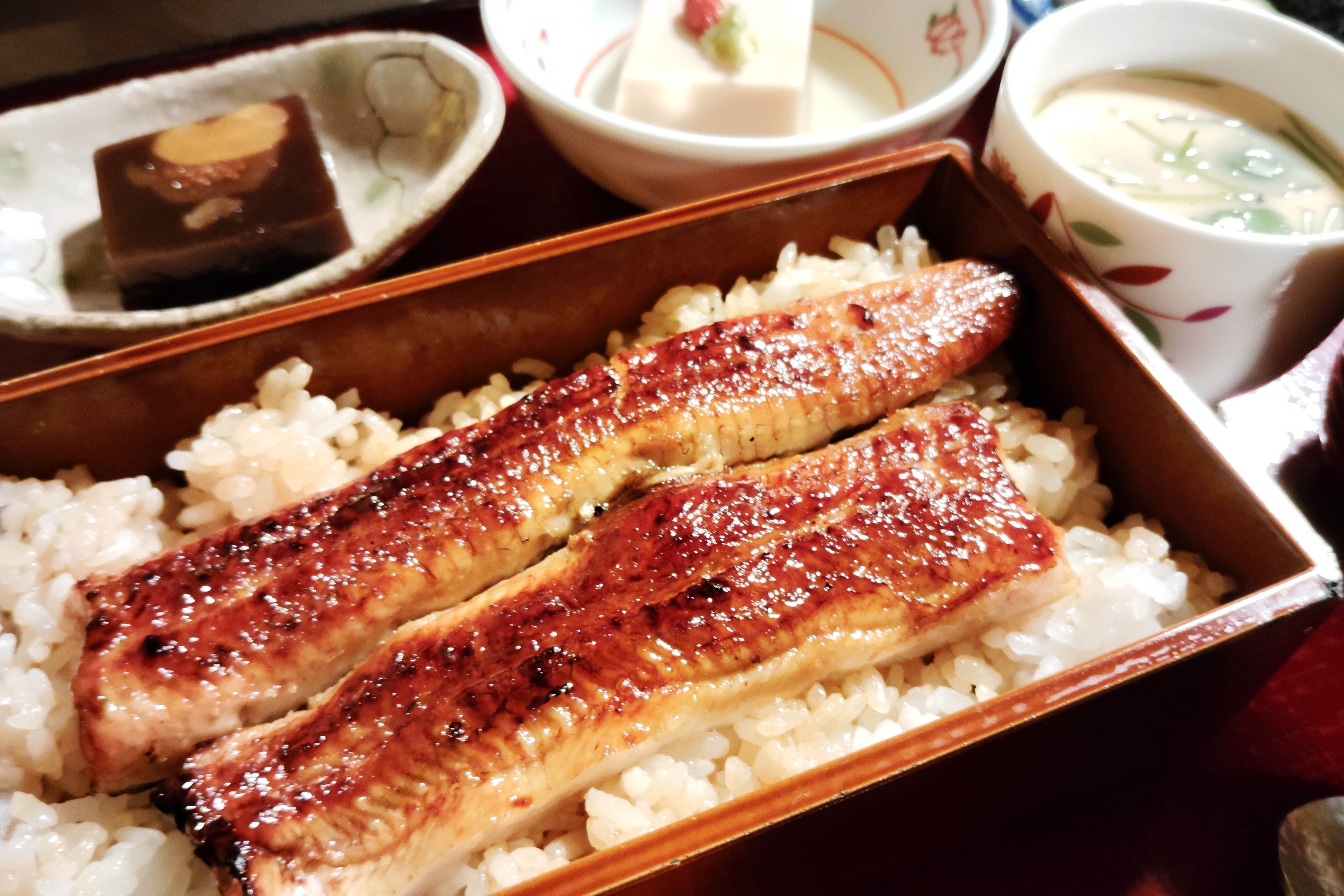
うなぎ料理店「うな菊」

戦後に旅館業を再開したのは1957年（昭和32年）のことである。客室からは若草山がよく見えたため、毎年1月の山焼きがある日には客が増えたとされる。1975年（昭和50年）には本館の南側に洋食棟を建てて欧風レストラン菊水を開業させると、1980年（昭和55年）には本館の西側に菊水楼別館を建てて和風レストラン菊水を開業させた。
2000年（平成12年）12月4日、旧本館・本館・表門・庭門が登録有形文化財に登録された。2014年（平成26年）には株式会社Plan・Do・Seeとの共同経営となり、洋食棟を改装して結婚式場のThe Kikusuiro Nara Parkを開業させると、旅館業からは撤退した。2016年（平成28年）、離れを改装してうなぎ料理店のうな菊を開業させた。なお、かつては神社参拝後にうなぎを食べる風習があったとされる。

## 建築物
- 旧本館 - 1891年（明治24年）竣工。2000年（平成12年）12月4日に登録有形文化財に登録された[3]。
- 本館 - 1901年（明治34年）竣工。料亭「菊水楼」が入り、3階には110畳の大広間がある[12]。2000年（平成12年）12月4日に登録有形文化財に登録された[1]。
- 離れ - うなぎ料理店「うな菊」。かつて皇室宿泊のために建築された客室を改装して2016年（平成28年）開店[16]。
- 表門 - 慶長20年（1615年）竣工の薬医門。円成寺塔頭から移築された。2000年（平成12年）12月4日に登録有形文化財に登録された[4]。
- 庭門 - 慶長20年（1615年）竣工の薬医門。円成寺塔頭から移築された。2000年（平成12年）12月4日に登録有形文化財に登録された[5]。

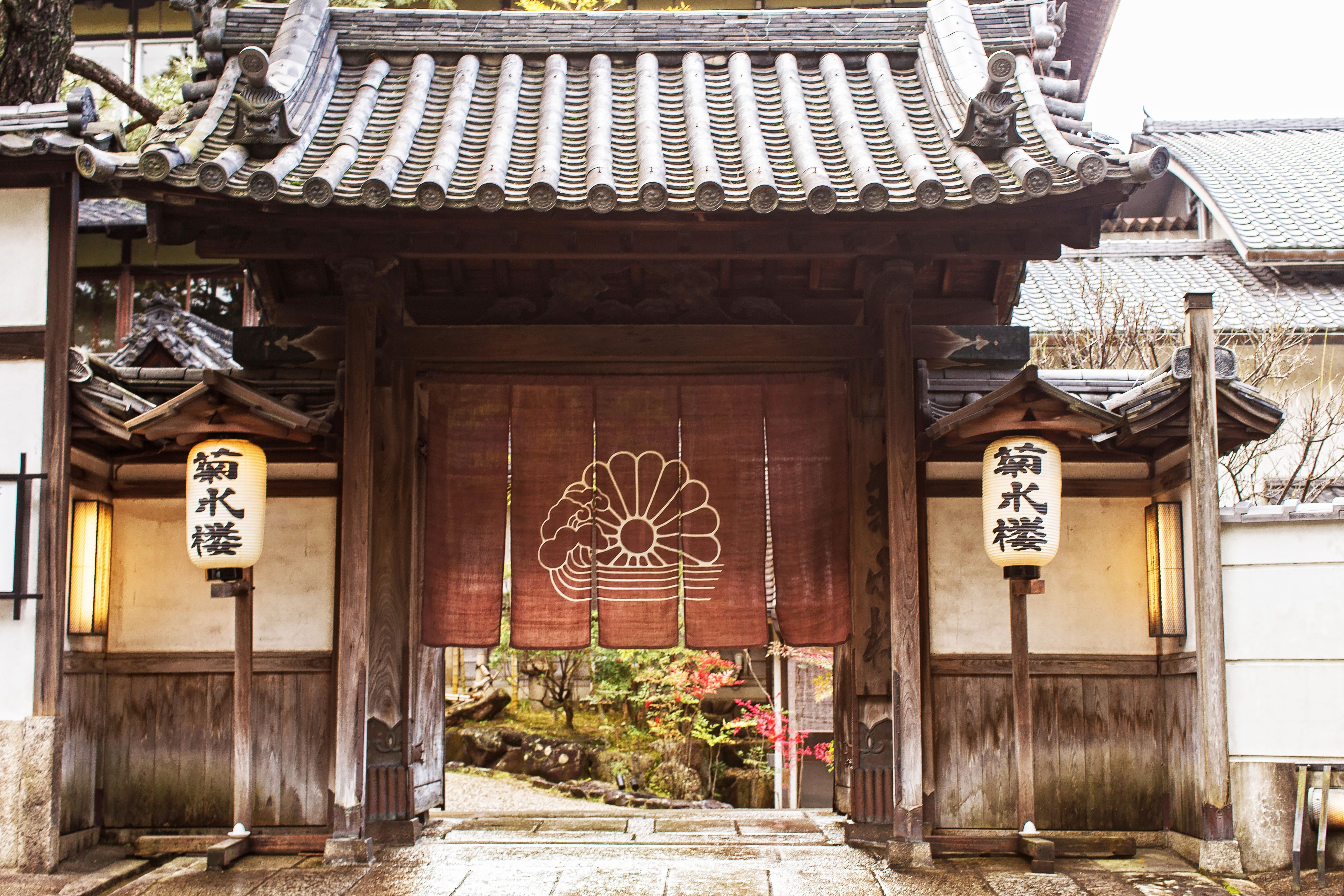
表門
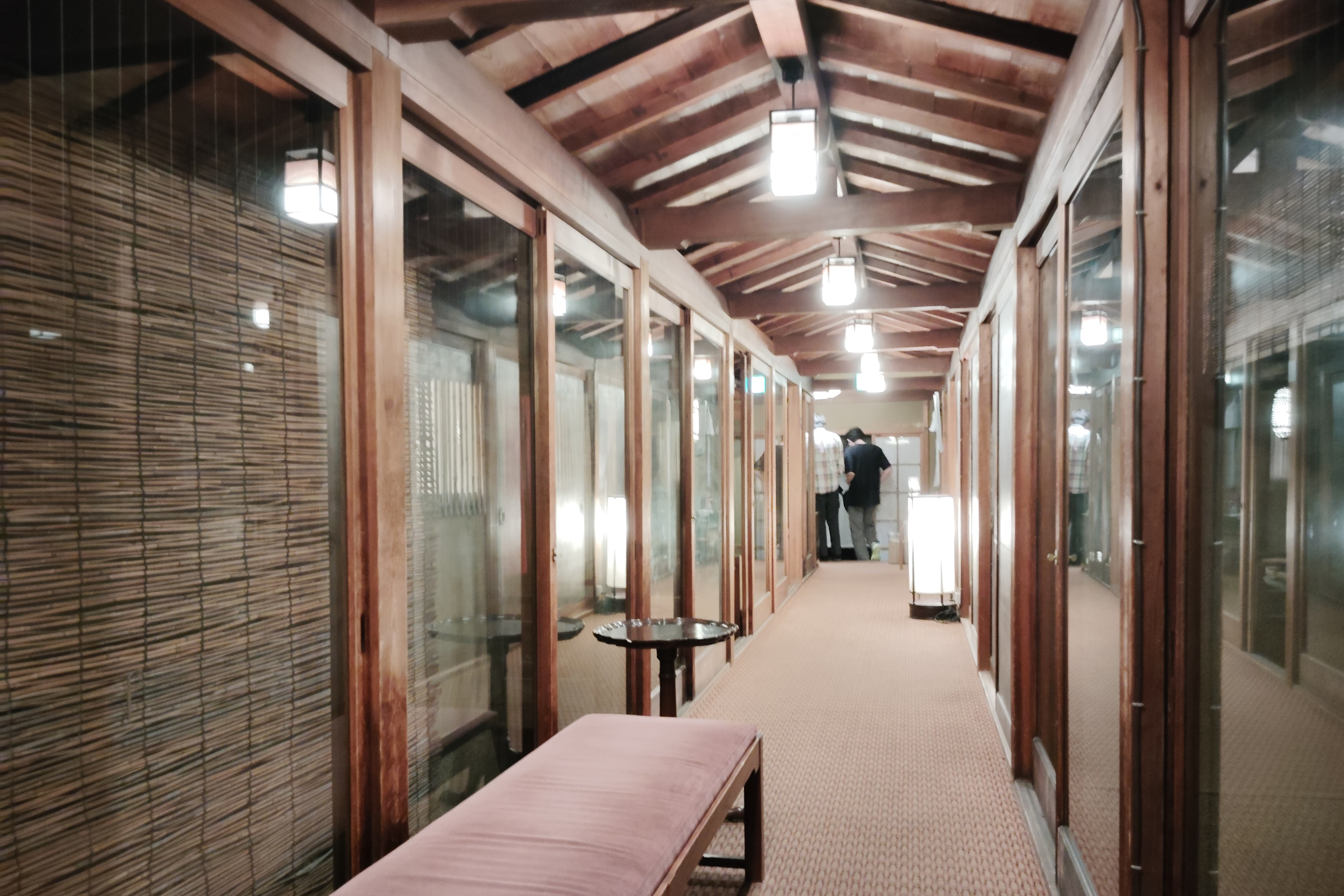
旧本館の渡り廊下

## 交通アクセス
- 近鉄奈良線近鉄奈良駅から徒歩7分